# Slovačka ženska vaterpolska reprezentacija
Slovačka ženska vaterpolska reprezentacija predstavlja državu Slovačku u međunarodnom športu ženskom vaterpolu.
Prvo veliko natjecanje na koje se kvalificirala je europsko prvenstvo u Budimpešti 2020. godine.

## Nastupi na velikim natjecanjima

### Europska prvenstva
- 2020.:

## Utakmice

### EP 2020.
- 12. siječnja 2020.:  Slovačka -  Rusija 2:31
- 14. siječnja 2020.:  Slovačka -  Mađarska 2:20
- 16. siječnja 2020.:  Grčka -  Slovačka 18:2
- 18. siječnja 2020.:  Slovačka -  Srbija 6:2
- 20. siječnja 2020.:  Slovačka -  Hrvatska 9:7

- četvrtzavršnica, 21. siječnja 2020.:  Slovačka -  Nizozemska 2:22

- doigravanje za plasman od petog do osmog mjesta, 23. siječnja 2020.:  Italija -  Slovačka 16:4

- utakmica za sedmo mjesto, 25. siječnja 2020.:  Francuska -  Slovačka 17:8